# 渡部薫
渡部 薫（わたなべ かおる、11月9日 - ）は、日本の男性声優、ナレーター。フリー。愛媛県松山市出身。

## 人物
以前はRMEに所属していた。
河崎実監督の作品に数多く出演している。
同じく声優の古谷徹に声が似ているという事で、イベント出演時はモノマネをさせられている事が多い。

## 出演

### 吹き替え
- バフィー 〜恋する十字架〜
- かにゴールキーパー（かに）
- 猫ラーメン大将（大将スタント声優）
- ターザンの大冒険（クローディアス）

### ドラマCD
- ぷちでぃーば!のミッションリターンズCD〜狼なんか怖くない〜（2007年、かえるの王子）

### ナレーション
- 絶対やせる電エース〜宇宙怪獣小進撃〜宇宙大怪獣ギララ登場〜
- 電エースザ・ファイナル〜気楽に生きよう〜
- 電エース〜ハンケチ王子の秘密〜
- 電エース なんでもアリタ版
- ヅラ刑事 頭上最大の決戦 DVD テレビCM

### 朗読
- オーディオブック『砂漠』

### Vシネマ
- トンデモホラーシリーズ（警官）

### MC
- Windows Vista発売記念イベント